# Agence nationale de la sécurité routière marocaine
 (août 2022).
L'Agence nationale de la sécurité routière (Narsa) est un établissement public marocain consacré à la sécurité routière. Jouissant de la personnalité juridique et de l'autonomie financière, il est institué par la loi no 103-14 du 12 mars 2018.

## Histoire
Depuis le 1er janvier 2020, l'Agence nationale de la sécurité routière (Narsa) a remplacé le Comité national de prévention des accidents de la circulation (CNPAC), un établissement d'utilité publique rattaché au ministère de l'Équipement et du Transport.[réf. souhaitée]
Par la création de l'Agence nationale de la sécurité routière, les pouvoirs publics cherchent à apporter une réponse plus efficace à l'insécurité routière sur les routes marocaines, qui se traduit annuellement par un bilan de plus de 3 500 morts et près de 11 000 blessés graves.
Le siège central de la Narsa est sis à Rabat, avec des représentations régionales et locales.

## Services
L'Agence nationale de la sécurité routière assure plusieurs services : le permis de conduire, le certificat d'immatriculation électronique (carte grise), le contrôle technique, l'accompagnement des collectivités locales, l'enseignement de la conduite, la formation initiale et continue, l'immatriculation et l'homologation ainsi que les études et statistiques entre autres.[réf. souhaitée]
Depuis sa création l'Agence nationale de la sécurité routière s'est lancée dans la numérisation de certains de ses services à travers sa plateforme électronique, qui permet la prise de rendez-vous en ligne, d'entamer la procédure de renouvèlement du support du permis de conduire et de la carte grise avec le paiement des droits en ligne.

## Projets
Selon la Direction générale de la sûreté nationale (DGSN), on compte en 2023 un total de 85.475 accidents en milieu urbain.
En raison de l'importance de l'insécurité routière la NARSA qui a un objectif de baisse de 50% de l'insécurité routière s'est engagée dans un plan décennal 2017-2026.
L'une des mesures concerne les investissements routiers.
La NARSA peut aussi appeler les conducteurs à redoubler de vigilance à certaines occasions et à respecter les distances de sécurité.
En matière du permis de conduire, le Maroc a engagé une réforme de l'examen et un nouveau partenariat avec l'Italie.
Pour lutter contre les excès de vitesse la NARSA dispose d'environ 670 radars fixes mais aussi d'environ 780 radars mobiles. La mobilité des radars leur permet de fonctionner dans les zones dépourvues de réseau électrique.

## Implication internationale
Le Maroc  a organisé des événements internationaux majeurs pour la sécurité routière:
- 2018: premier Forum africain de la sécurité routière à Marrakech en 2018, organisé conjointement avec la Banque Mondiale et l’OMS;
- 2015: 4e Conférence mondiale des associations actives dans le domaine de la sécurité routière, en partenariat avec l’OMS et la «Global Alliance of NGOs»;
- 2020: contribution à l’organisation de la précédente conférence ministérielle de Stockholm.

En 2024, le Maroc va organiser la 4e édition de la Conférence ministérielle mondiale sur la sécurité routière, placée sous le thème “Un monde, une Route: engagés pour la Vie”.